# Donald Johansson
Donald Johansson (* 29. August 1913; † 9. September 2004) war ein schwedischer Skilangläufer.
Johansson, der für den IF Friska Viljor startete, holte bei den Nordischen Skiweltmeisterschaften 1938 in Lahti die Bronzemedaille mit der Staffel. Zudem errang er dort den 30. Platz über 18 km. Im folgenden Jahr wurde er schwedischer Meister mit der Staffel von IF Friska Viljor. Bei den Nordischen Weltmeisterschaften 1941 in Cortina d’Ampezzo gewann er die Silbermedaille mit der Staffel. Fünf Jahre später wurde diese WM von der FIS aber für ungültig erklärt, weshalb diese Medaille keinen offiziellen Status mehr hat.